# 钢

表示形式各種相態所需條件的鐵碳合金相圖，其中粒滴斑鐵為沃斯田鐵與滲碳體的共熔混合物，而α、β及δ為不同種類的铁素体

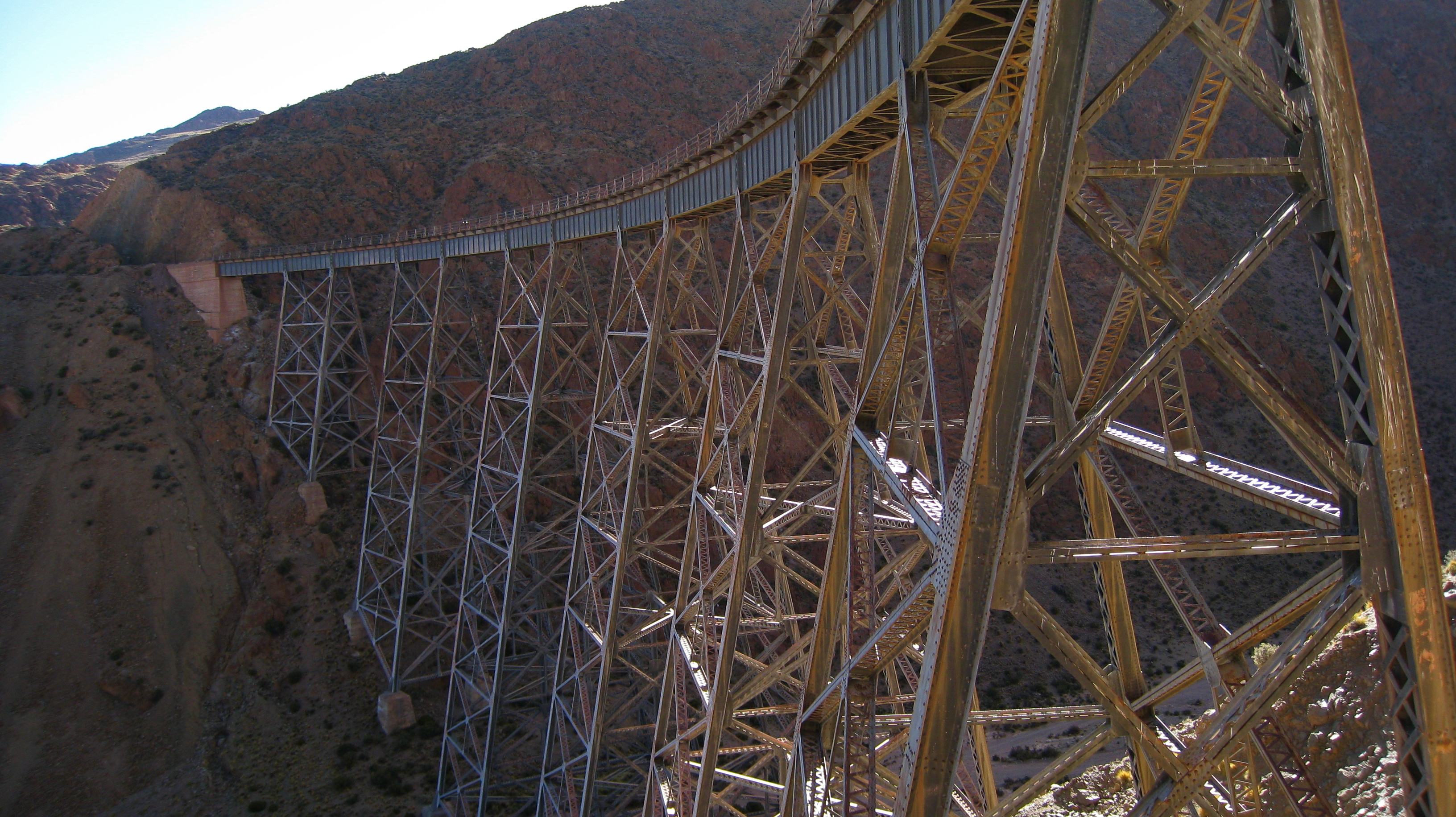
钢桥

鋼，或稱鋼鐵、鋼材，是一種由鐵與碳元素結合而成的合金，經常也含有其他金屬，是現時最受廣泛應用的金屬材料。碳約佔鋼材重量的0.02%至2.0%，視乎鋼材的等級。其他有時會用到的合金元素還包括錳、鉻、釩和鎢。碳與其他元素有硬化劑的作用，能夠防止鐵原子的晶格因原子滑移過其他原子而出現位錯。調整合金元素的量，及其存在于鋼中的形式（溶質元素及參與相），就能夠控制鋼成品的特性，例如硬度、延展性及強度。加了碳的鋼會比純鐵更硬更強，但是這種鋼的延展性會比鐵差。
含碳量高於2.0%的合金叫鑄鐵，因為這種合金的熔點較低，可鑄性強。鋼又跟熟鐵不同，熟鐵可以含有少量的碳，但這些碳雜質都是夾雜在鋼中的殘留熔渣。鋼有兩種跟鑄鐵和熟鐵不同的特性，就是鋼的耐鏽度較高，以及可焊度更佳。
儘管在文藝復興之前很久，人們已經懂得使用各種低效的方法來生產鋼，但是鋼的普及化要等到十七世紀，也就是有了更高效的生產方法之後。自從在十九世紀發明了貝塞麥煉鋼法之後，鋼就成了一種可大量生產的廉價材料。後來煉鋼法經過更多的改進，例如鹼性氧氣煉鋼法，使得鋼的生產價格更低，但同時品質更好。時至今日，鋼已經成為世界上普遍的材質，年生產量達十三億噸。在各種建築、基礎設施、工具、船隻、汽車、機械、電器及武器中，鋼都是一種主要的成份。現代鋼鐵一般用各種標準化團體所制定的不同品質標準來區分。

## 材質屬性

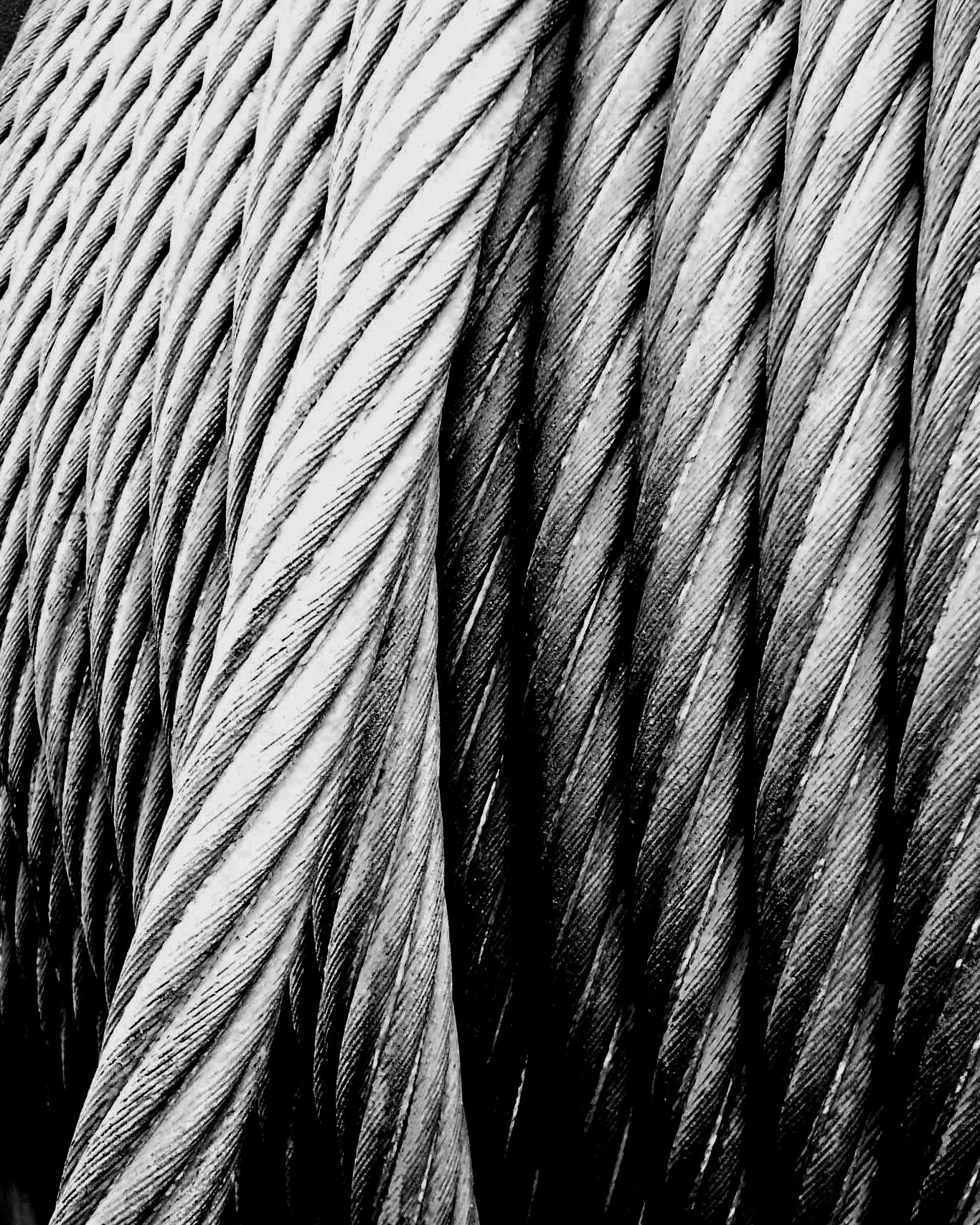
煤礦提昇塔上的鋼纜

地球地殼上所有的天然鐵都是以礦石的形式存在，一般為氧化鐵，例如磁鐵礦及赤鐵礦等。要提取鐵，就要把鐵礦中的氧移除，讓氧與其他的化學元素結合，例如碳。這個過程叫熔煉，最早應用於熔點較低的金屬，例如熔點約為250 °C的錫及熔點約為1,100 ℃的銅。而鑄鐵的熔點則為1,375 ℃。這種溫度用於青銅時代就已經有古老的方法就可以達到。由於氧化率在800 ℃以上時就會急劇增加，所以保持冶煉環境低氧是很重要的。跟銅與錫不同的是，液態鐵能夠很容易地溶解碳。熔煉所生成的合金（生鐵）含碳量過高，因此還不能叫作鋼。後續的步驟會把多餘的碳和氧除掉。
很多時候會向鐵／碳化合物加入其他材料，來達至所需的特性。在鋼裏加入鎳和錳會增加鋼的強度，並使沃斯田鐵的化學性質更加穩定，加入鉻會使硬度及熔點上昇，加入釩也可以使硬度上昇，但同時更會減輕金屬疲勞所帶來的效應。為了防止腐蝕，最少會要加入11%的鉻，這樣表面就會生成一層硬的氧化物；這種合金叫不鏽鋼。鎢能干預雪明碳鐵的生成，使麻田散鐵得以在較低的淬火率下生成，這樣的成品叫高速鋼。另一方面，硫、氮與磷會使鋼變得更脆弱，因此必須從礦石中除掉這些普遍存在的元素。
鋼的密度會隨合金的成份而改變，但一般介于7,750至8,050 kg/m3。
即使在不同鋼裏面的濃度差異是如此的小，碳－鋼混合物還是可以形成一些不同的結構，這些結構各自有着很不一樣的特性。要煉出高品質的鋼，是必須明白這些特性的。在室溫下，鐵最穩定的形式是體心立方晶格結構的α-铁素体。這是一種頗軟的金屬材料，而且只能溶解很小量的碳，於723 ℃時上限為0.021 wt%，而0 ℃時則為0.005%。在煉的溫度下，若鋼的含碳量超過0.021%，它就會轉化為面心立方晶格的結構，叫沃斯田鐵，或γ-鐵。它亦是一種軟的金屬材料，但是它能溶解相當多的碳，於1,148 ℃達2.1%，反映出鋼的含碳量上限。
當鋼的含碳量少於0.8%時（叫亞共析鋼），混合物會從沃斯田鐵相冷卻下來，嘗試回到铁素体相，並因此會有多餘的碳。其中一種能讓碳脫離沃斯田鐵的方法是，等滲碳體因沉澱離開混合物，這樣剩下的鐵純度若足夠地高，就能形成铁素体，得出滲碳體－铁素体混合物。滲碳體是一種既硬且脆的金屬互化物，化學式為Fe3C。当钢的含碳量为0.8%时（共析钢），冷卻的結構會形成波來鐵，名稱來自於與珍珠母類似的光澤。當鋼的含碳量超過0.8%（过共析钢），冷卻的結構則會形成珠光體和渗碳体。
也許最重要的同質多形體是麻田散鐵，因為它是一種介穩相，所以比其他鋼相的強度要高很多。當鋼處於沃斯田鐵相時，再受到淬火後會形成马氏体，這是因為當晶格架構從面心立方轉成體心立方時，原子需要被“凍結”在原位的緣故。視乎沃斯田鐵相的碳含量，會形成不同的結構。當含碳量低於0.2%時，會形成體心立方結構的α-铁素体，而當含碳量較高時則會形成體心四方結構。從沃斯田鐵到马氏体的變換，並不需要活化能。而且沒有成份改變，因此原子一般保留變換前的鄰居。
马氏体的密度比沃斯田鐵低，因此兩者在互相變換時體積也會改變。所以在沃斯田鐵轉成马氏体時，會發生膨脹。這種膨脹所做成的內部應力，一般會對马氏体的晶體進行壓縮，同時對餘下的铁素体施行張力，並且還有相當量的剪應力作用於這兩種成份上。如果淬火做得不完全的話，內部應力可能把會在冷卻時導致斷裂。在最低限度上，還會導致內部加工硬化及其他微觀上的瑕疵。用水作冷卻處理時，很多時候會形成斷裂，儘管裂痕不一定可見。

### 熱處理
鋼有多種不同的熱處理過程。最常見的是退火及调质（淬火後回火）。退火是把鋼高溫加熱到軟化的過程。這個過程發生時會經過三個相：回復、再結晶及晶粒成長。鋼退火所需的溫度取決於退火的類型，以及合金的成份。
调质（淬火後回火）在一開始時先把鋼加熱至沃斯田鐵相，再用水或油進行冷卻。急速的冷卻導致马氏体結構既硬且脆。此時再把鋼作回火處理，其實就是一種更專門的退火形式。這樣的退火（回火）過程會把一部份的马氏体轉化成滲碳體，或球化波來鐵，轉化會減少鋼內部的應力和瑕疵，因此鋼最後會變得更有韌性，更不易斷。

## 鋼材的生產

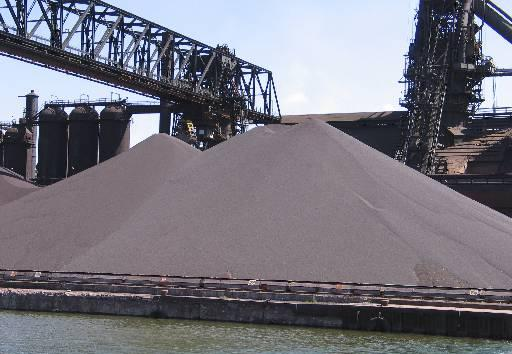
準備用來生產鋼的鐵礦堆

當鐵礦準備被商業過程提煉前，鐵礦的含碳量仍然是太高。要得到鋼，必須把礦石熔掉，並重新處理來減低含碳量至適當水平，而在這個時候還可以加入其他元素。然後把液體用連續鑄造法鑄成厚鋼板，又或是用鑄造法鑄成鋼錠。大約96%的鋼是用連續鑄造法處理，而只有4%的鋼被鑄成鋼錠。之後把鋼放進均熱爐裏加熱，再用熱軋軋成厚鋼板、鋼塊或鋼坯。厚鋼板會被熱或冷軋成鋼片或薄鋼板。鋼坯會被熱或冷軋成鋼條、鋼棒及鋼線。鋼塊則會被熱或冷軋成結構鋼，如及鐵路軌道。在現代鑄造廠中，這些過程一般會以裝配線的形式運作，也就是鑄造廠輸入礦石，輸出鋼成品。有時鋼在軋完以後會再接受一次熱處理，來增加強度，然而會這樣做的廠商是相對地少。

## 煉鋼的歷史

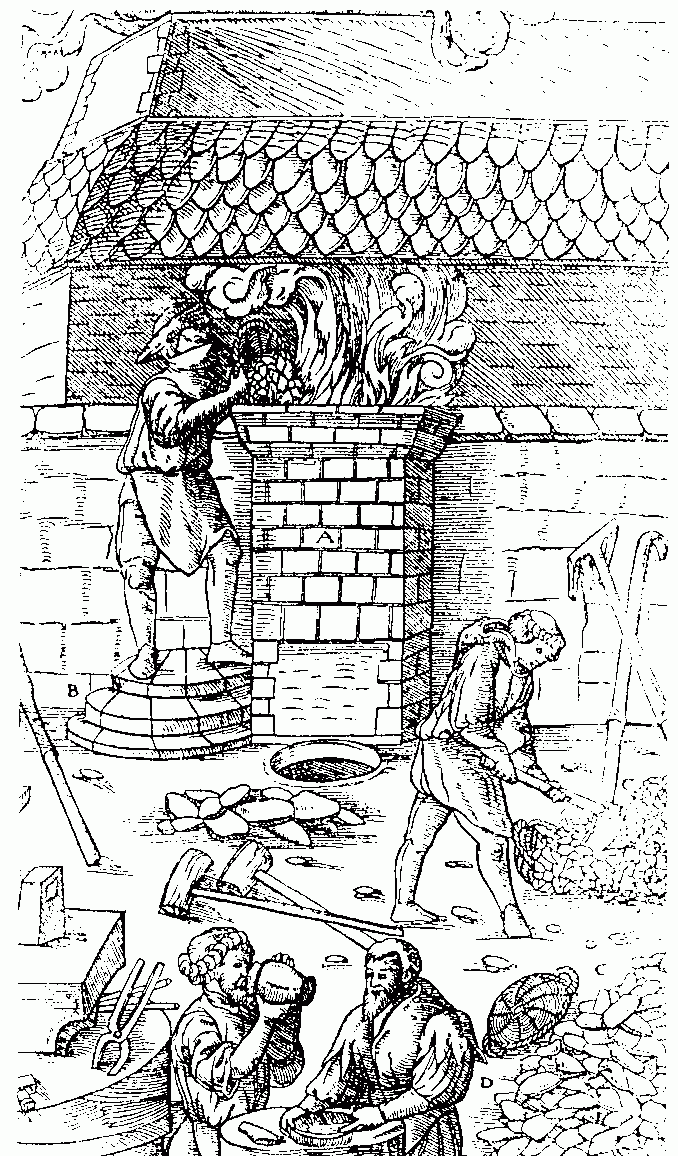
中世紀時的鍛鐵爐熔煉

### 古代鋼
自古以來，人們就已經知道鋼的存在，當時的熔煉可能是用鍊鋼爐，或其他熔鐵設施，而裏面燒的是碳。
已知最早的鋼成品是一塊鐵器，出土於土耳其安那托利亞的卡曼－卡萊赫于克遺跡，約有四千年的歷史。其他古代鋼來自東非，可追溯至公元前1400年。在公元前4世紀，伊比利亞半島出產了像利刃彎刀這種鋼兵器，而古羅馬軍隊則在用諾里庫姆出產的鋼兵器。在戰國時代（公元前403－221年）中國用淬火來硬化鋼材，而到了漢朝（公元前202－公元220年），採用熟鐵和鑄鐵熔在一起煉鋼，以此技術在公元一世紀做出了中碳鋼。東非的哈亞人在接近2,000年前發明了一種高熱高爐，使得他們在那個時候能用1,802 ℃的高溫來鍛造碳鋼。

### 烏茲鋼（大馬士革鋼）
高碳鋼最早的生產證據出現於印度次大陸，出土地為斯里蘭卡的莎瑪納拉威瓦。印度在公元前300年就開始生產烏茲鋼。自從烏茲鋼的鍛造法在公元五世紀從印度傳入了中國，中國人除了使用他們本身原創的鍛鋼法，也採用了烏茲鋼的生產法，做出來的鋼叫做鑌鐵。在斯里蘭卡，這種早期的煉鋼法用到一種特殊的送風式爐，它用的風是季風，能夠生產出高碳鋼。烏茲鋼也叫大馬士革鋼，以其耐用性，與所製刀刃不易損而聞名。最早是由多種不同的材料製成，當中包括各種稀有元素。它本質上是一種以鐵為主的複雜合金。最近研究指出，它的內部結構中含有碳納米管，所以這可能就是它那有名特性的來源，介於當時的鑄造技術有限，做出這種結構大概是出於偶然，而不是有意。送風式爐用的是天然風，爐內放置含鐵的土壤，並用木材加熱。古代的僧伽羅人成功從每兩噸的土壤中提煉出一整噸的鋼材，在當時來說可謂成就卓越。考古學家在莎瑪納拉威瓦找到了這樣的一個爐，並成功用古人的方法來生產鋼鐵。
把純鐵與碳（一般是木炭）放在一起於坩堝內慢慢加熱，冷卻後就能得到坩堝鋼，在公元九至十世紀前，梅爾夫這個地方就已經在生產坩堝鋼。在十一世紀，有證據指出宋朝的中國共有兩種煉鋼法：一種把小量熟鐵跟鑄鐵熔在一起，用於生產不均勻的次等鋼；另一種是現代貝塞麥煉鋼法的前身，透過在冷爐風下的重覆鍛造，達到不完全除碳的效果。

### 現代煉鋼

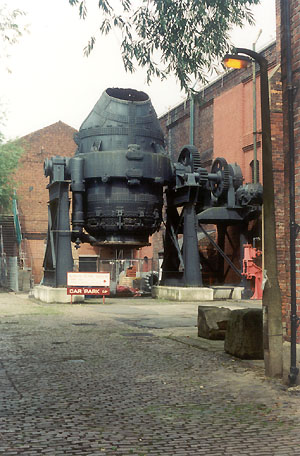
一座位於英格蘭錫菲爾德的貝塞麥轉爐

從十七世紀起，歐洲式煉鋼的第一步就是用高爐把鐵礦煉成生鐵。最早期爐子裏燒的是木炭，現代方法則改為燒焦炭，事實證明後者要比前者便宜得多。

#### 從鐵條開始的過程
在這些過程中，生鐵需要在精煉廠中接受精煉，以生產出鐵條（熟鐵），之後再拿鐵條去煉鋼。
用滲碳法煉鋼的程序被記載於一篇在1574年布拉格出版的論文中，並且早在1601年紐倫堡人就在用這方法煉鋼。一本在1589年那不勒斯出版的書中有提及相近的方法，用於製作經表面硬化的盔甲與銼。這套程序在1614年被引入英格蘭，而巴茲爾·布魯克爵士於1610年代在什羅普郡的柯爾布魯德爾生產這種鋼。這套方法的原材料是熟鐵造的鐵條。在十七世紀期間，最好的熟鐵是瑞典斯德哥爾摩以北所產的厄勒格倫德鐵。到了十九世紀這種鐵還是最常用的原料，也就是在用這套方法的期間，幾乎用的都是這種鐵。
在坩堝裏燒出來的鋼叫坩堝鋼，它是沒有經過鍛造的，因此成品會比較均勻。以前大部份的爐都不能達到能熔掉鋼的溫度。現代的坩堝鋼工業最早是由本傑明·漢特斯曼於1740年代的發明所衍生的。一般會把滲碳鋼（以滲碳法製成的鋼）放在坩堝或熔爐裏面熔掉，然後鑄成鋼錠。

#### 從生鐵開始的過程
煉鋼的現代史從1858年

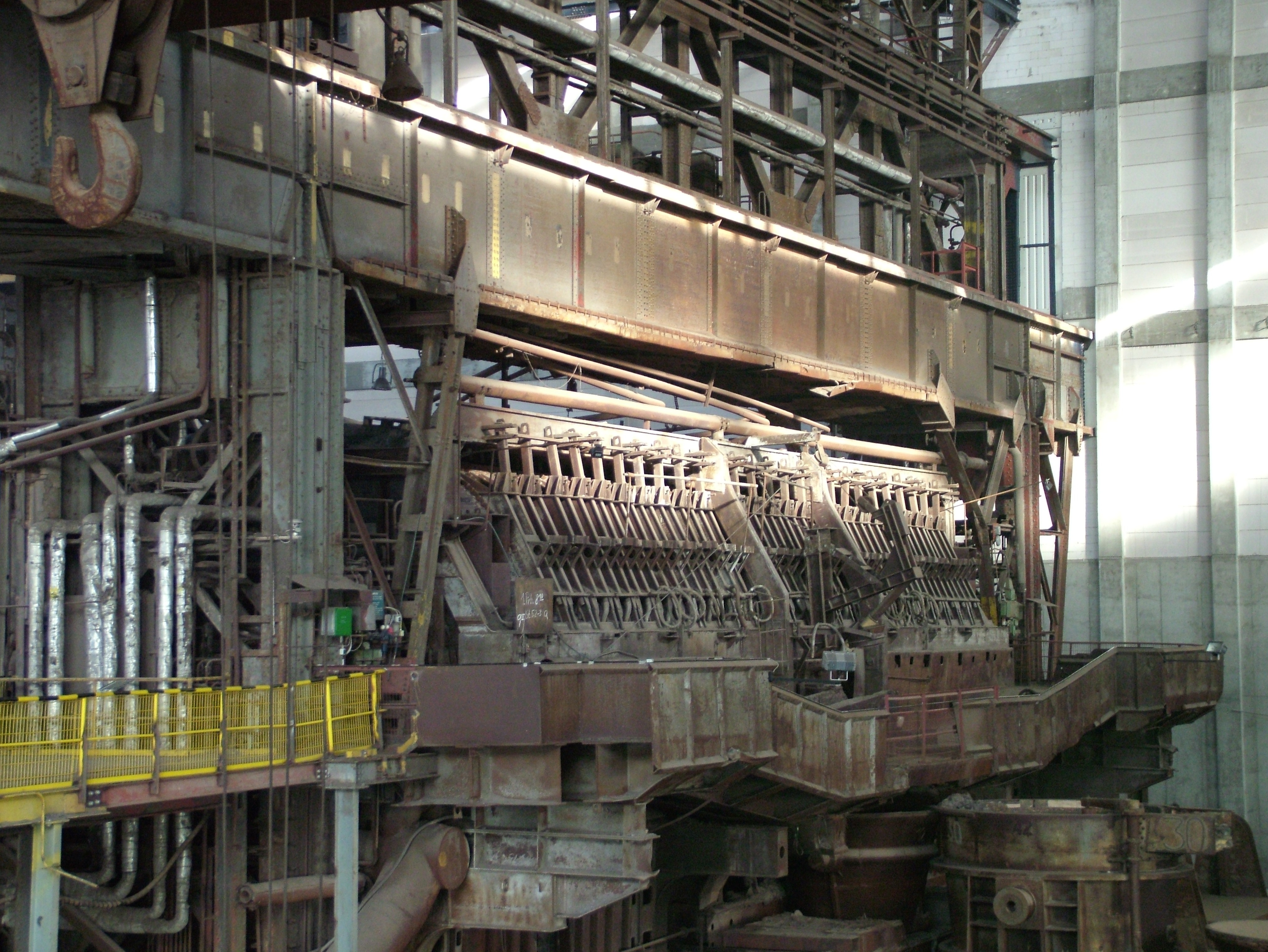
位於勃蘭登堡工業博物館的一台西門子－馬丁烤鋼爐

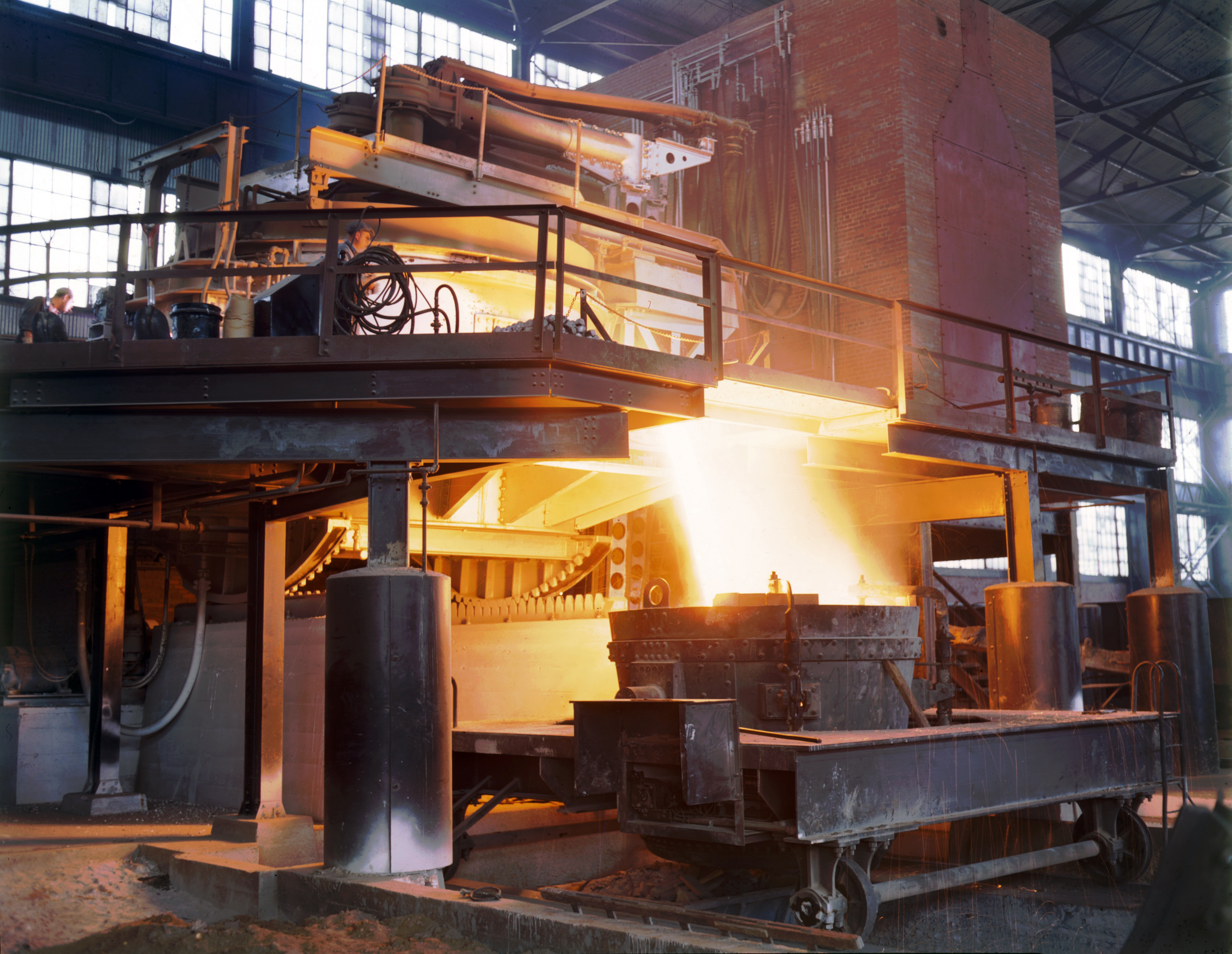
從電弧爐倒出來的白熱鋼

引進亨利·貝塞麥的貝塞麥煉鋼法開始。他的原料是生鐵。他的煉鋼法讓低成本大量生產變得可行，因此從前用熟鐵的地方現在都用軟鋼。吉爾克萊斯特-托馬斯煉鋼法（或基本貝塞麥煉鋼法）是貝塞麥煉鋼法的改良版，就是在轉爐內部鋪上一層鹽基材料，以達到除磷的效果。煉鋼的另一項改良就是西門子－馬丁煉鋼法，能夠補足貝塞麥煉鋼法的缺點。
在使用碱性氧氣煉鋼的林茨－多納維茨煉鋼法出現後，上述的煉鋼法都被淘汰了，碱性氧氣煉鋼法及其他氧氣煉鋼法是在1950年代被開發出來的。碱性氧氣煉鋼法比其他方法優勝是因為，被泵到表面上的氧氣會限制雜質，而從前雜質能夠從所用的空氣中進入。時至今日，用電弧爐來重新處理廢金屬是很常見的，處理後能生產出新的鋼。它也可用於把生鐵轉化成鋼，但需要使用大量電力（每噸需要約440 kWh），所以一般只能在有大量廉價電力供應的情況下才有經濟效益。

## 鋼鐵工業

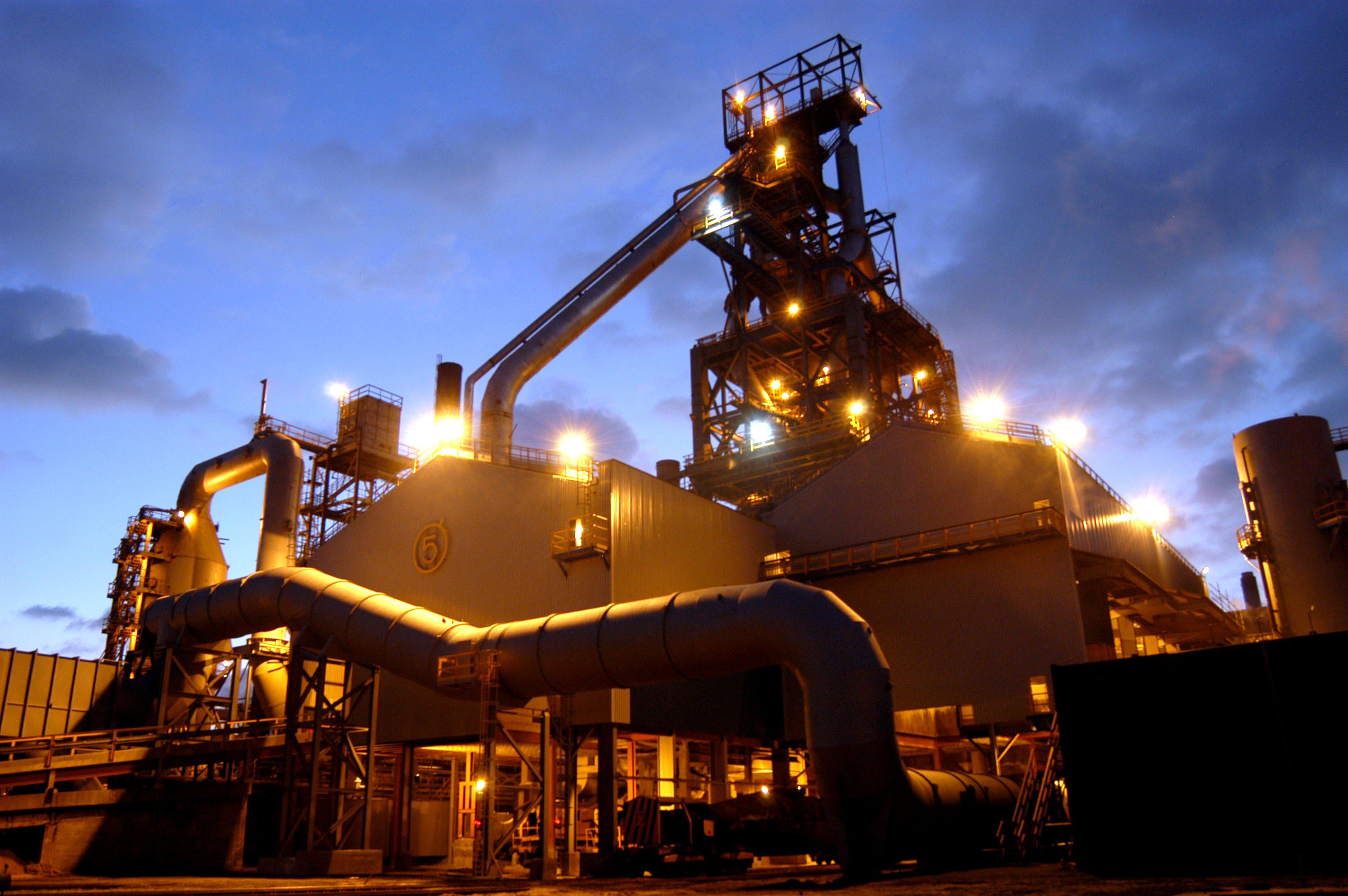
英國的一家煉鋼廠

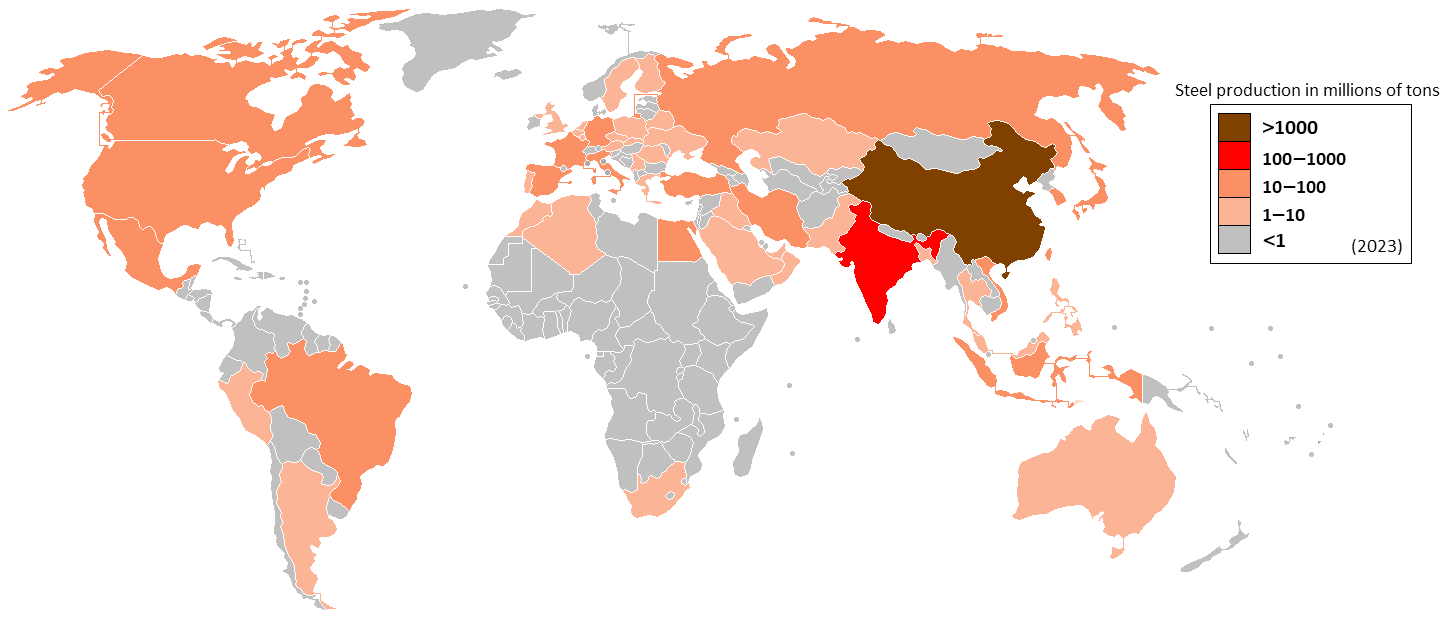
2023年各國鋼鐵產量

現在我們都把鋼和鐵工業合稱為“鋼鐵工業”，好像它們本身就是一個個體，但是在歷史上它們是不同的產品。鋼工業通常被用作經濟進度的指標，因為鋼在基礎設施與整體經濟發展中有着舉足輕重的角色。
在1980年，美國共有500,000名鋼鐵工人。到2000年，數量減至224,000人。
中國與印度經濟的急劇增長，導致近年對鋼鐵的需求量也跟着大量增加。在2000年至2005年之間，世界鋼鐵的需求量共增加了6%。自2000年起，好幾家印度及中國鋼鐵商成功突圍而出，晉身世界一流，例如塔塔鋼鐵（於2007年收購柯以斯集團）、上海寶鋼集團及江蘇沙鋼集團。然而，安賽樂米塔爾仍然是世界最大的鋼鐵生產商。
英國地質調查局指出，在2005年中國是世界第一名的鋼鐵生產國，佔全球總產量的三分之一，而第二、三、四名分別為日本、俄羅斯及美國。
倫敦金屬交易所於2008年開始將鋼材列入交易範圍。在2008年底，鋼鐵工業面對了一場激烈的衰退，因此做了不少削減。

## 現代鋼材

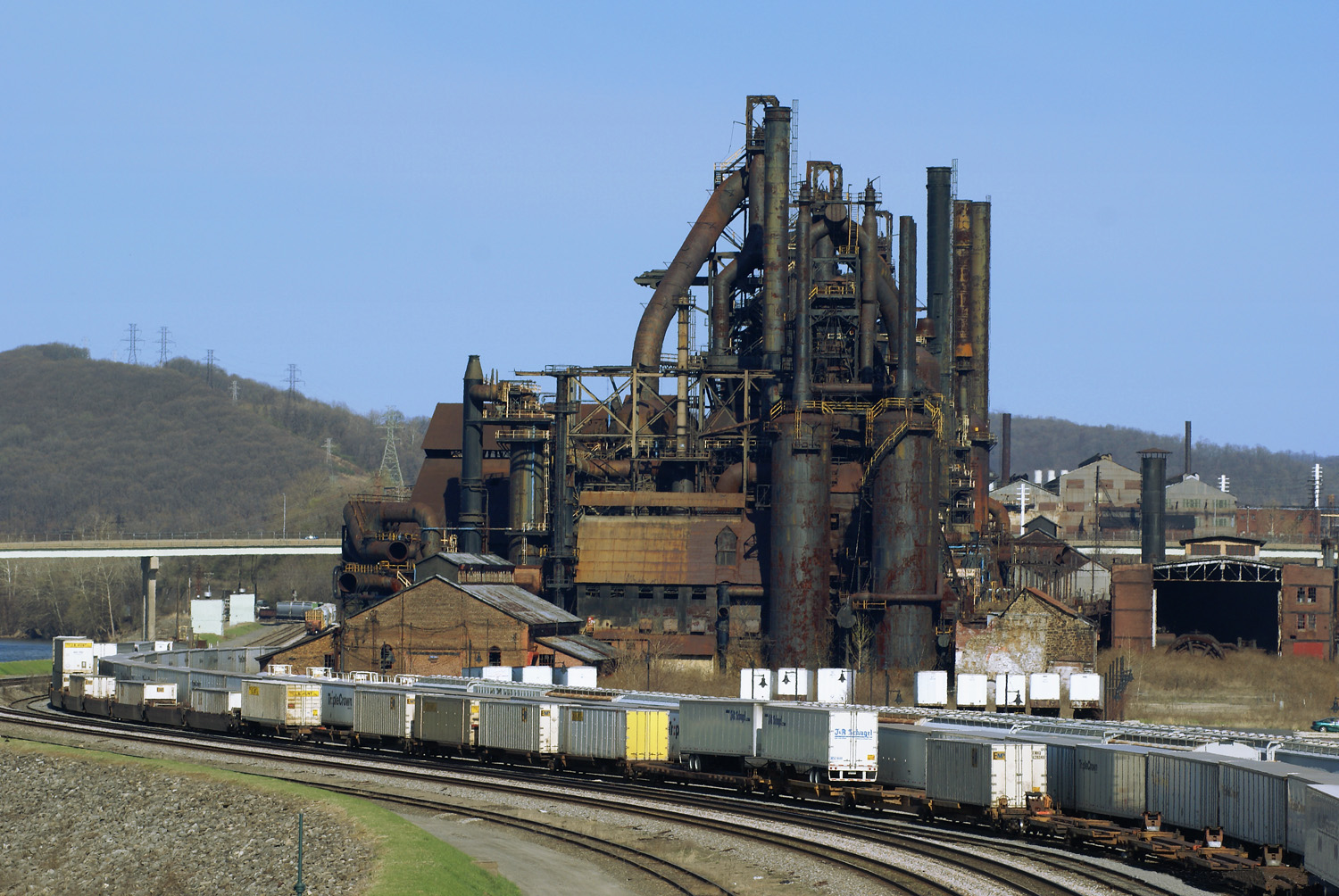
在2003年關閉之前，位於美國賓夕法尼亞州伯利恆市的伯利恆鋼鐵是世界上最大的鋼鐵生產商。

為了滿足各樣不同的用途，現代鋼材有着各種不同的合金金屬組合。碳鋼的構成很簡單，只有碳和鐵兩種元素，佔鋼材生產量的90% 。高強度低合金鋼含有小量其他元素（正常重量最多佔鋼的2%），一般為1.5%錳，用於增加鋼的強度，這樣價格會高一點。低合金鋼是與其他元素合成的鋼，通常為鉬、鎂、鉻或鎳，總加入量上限為鋼重量的10%，用於加強厚部份的可硬化性。不鏽鋼為了抵抗腐蝕（生鏽），需要加入最少11%的鉻，通常還會再加鎳。一些不鏽鋼，如铁素体不鏽鋼帶磁性，而沃斯田鐵不鏽鋼則不帶磁性。
其他更現代的鋼材還包括工具鋼，合金元素為大量的鎢與鈷或其他元素，它們能夠使固體溶液強化的效果最大化。同時還使析出硬化變得可行，並因此加強了鋼的耐熱性。工具鋼一般用於製作斧頭、鑽頭及其他需要又鋒利又耐久刃面的設備。其他特殊用的鋼還包括耐候鋼，例如高登鋼，在風化作用下會生成一層穩定的氧化表層，因而可以在不需塗漆就能在戶外使用。
還有其他高強度鋼，例如雙相鋼，它是用熱處理來使其鋼體同時含有铁素体及马氏体微結構，因此強度較一般鋼高。相變誘發塑性鋼也就是TRIP鋼，是一種含有殘餘奧氏體的低碳、低合金高強度鋼。TRIP效應是指殘餘奧氏體向馬氏體轉變使得強度和塑性同時提高的效應。TRIP鋼的典型顯微組織主要由鐵素體、貝氏體、殘餘奧氏體組成，可能還有少量馬氏體。碳是奧氏體的穩定化學元素，碳含量太低，則不會產生TRIP效應，但是碳含量過高，會造成焊接效能下降。矽是鐵素體元素，不僅可以增加參與奧氏體穩定性，還能夠抑制冷卻過程中滲碳體的形成。更高的矽和碳含量會使TRIP鋼中的殘餘奧氏體體積分數提高。。麻時效鋼是鐵、鎳及其他元素的合金，但與其他鋼不同的是，它基本上不含碳，所以就生成了一種強度非常高，但同時帶有延展性的金屬。雙晶誘發塑性鋼用一種特殊的應變，來增加加工硬化對合金的有效度。埃格林鋼用了超過十二種的元素，以不同量的組合來做出一種可用於碉堡破壞彈等武器的合金，而且成本相對地低。哈特菲鋼（以羅伯特·哈特菲爵士命名）含有12-14%的錳，能在磨損時生成一層極硬的表層，防止磨耗。應用例子包括坦克履帶、推土機上的推土刀邊緣，以及生命之鉗的切割刃。
大部份常用鋼鐵合金，一般用各種標準化團體所制定的不同品質標準來區分。例如，汽車工程師協會有一系列的等級，區分很多種不同的鋼鐵。美國材料和試驗協會有另外一套標準，將合金進行區分，例如美國最常用的結構鋼A36鋼。
將鋼熱浸於鋅中或在鋼上電鍍上一層鋅，這樣能保護表層防止生鏽，雖然這種鍍鋅鋼不是一種合金，但是它也是一種常用的鋼。

## 用途

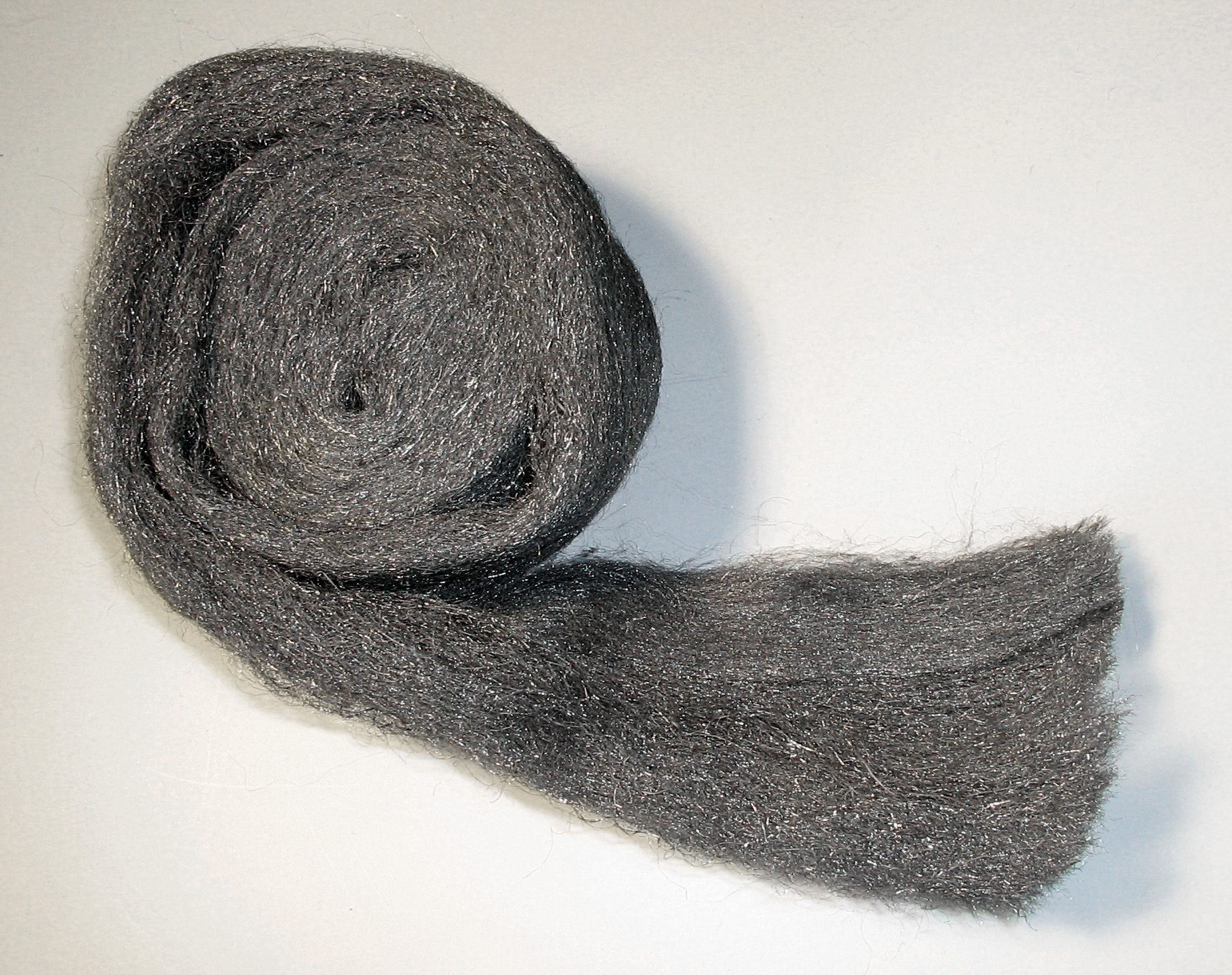
鋼棉

鐵和鋼都被廣泛地應用於建造道路、鐵路、其他基礎設施、設備與建築。大部份的現代架構，諸如體育場與摩天大樓、橋樑與機場，都是用鋼製的支架來支撐。就算是用混凝土的結構，也要用鋼筋來加固。此外，鋼在家用電器與汽車製造都有廣泛應用。儘管用鋁的汽車主體正在增加，但是它們的主要材料仍然是鋼。鋼也被用於各種建造用的材料，例如螺栓、釘子及螺絲。其他常見應用還包括造船、輸送管道、採礦、離岸建設、航天、白色家電（如洗衣機）、工程作業車輛（如推土機）、辦公室家具、鋼棉、工具及個人用背心式盔甲或載具用裝甲（當中最有名的是軋壓均質裝甲）。鋼還是不少現代雕塑家喜用的金屬素材。

### 歷史上

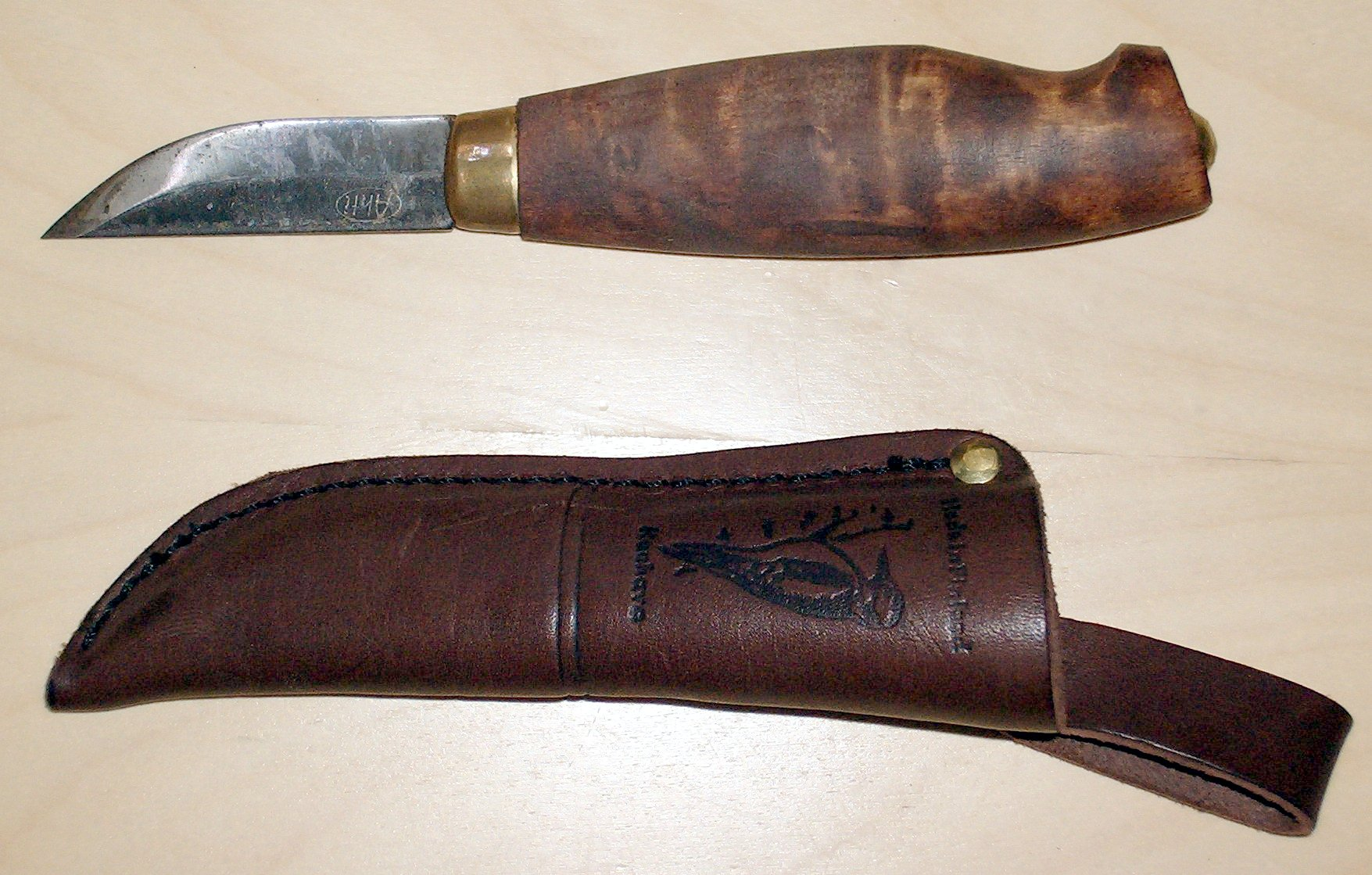
碳鋼刀

在引進貝塞麥煉鋼法及其他現代方法以前，鋼是價值不菲的，所以只在沒有更便宜替代品的情況下使用，尤其是各種需要又硬又鋒利刀刃的切割工具，例如刀子、刮鬍刀、劍等。鋼也被用於製作彈簧，包括鐘錶裏的彈簧。自從生產方法改進，變得更迅速更節約後，要得到鋼就比較容易，價格也因而降下來，二十世紀後期塑膠的出現，使得鋼的一些應用被取代，因為塑膠成本更低，而且重量更輕。

### 長鋼

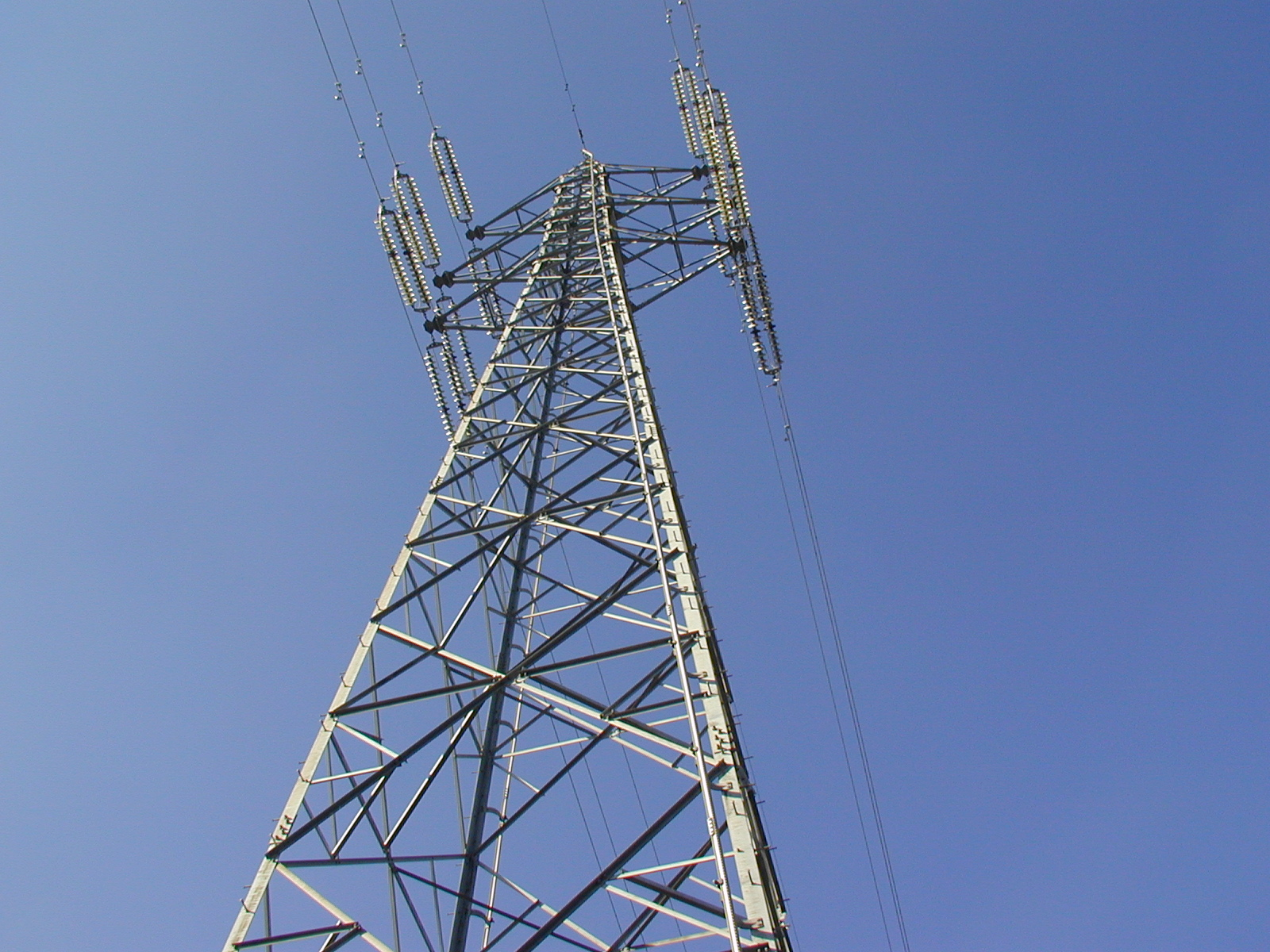
懸掛着架空高壓線的鋼塔

- 鋼筋混凝土裏加固用的鋼筋與鋼纖維
- 鐵路軌道
- 現代建築與橋樑的結構鋼
- 鋼絲
- 重新鍛造的原料

### 扁碳鋼
- 家用電器
- 磁芯
- 汽車、火車及船隻的內外主體

### 不鏽鋼

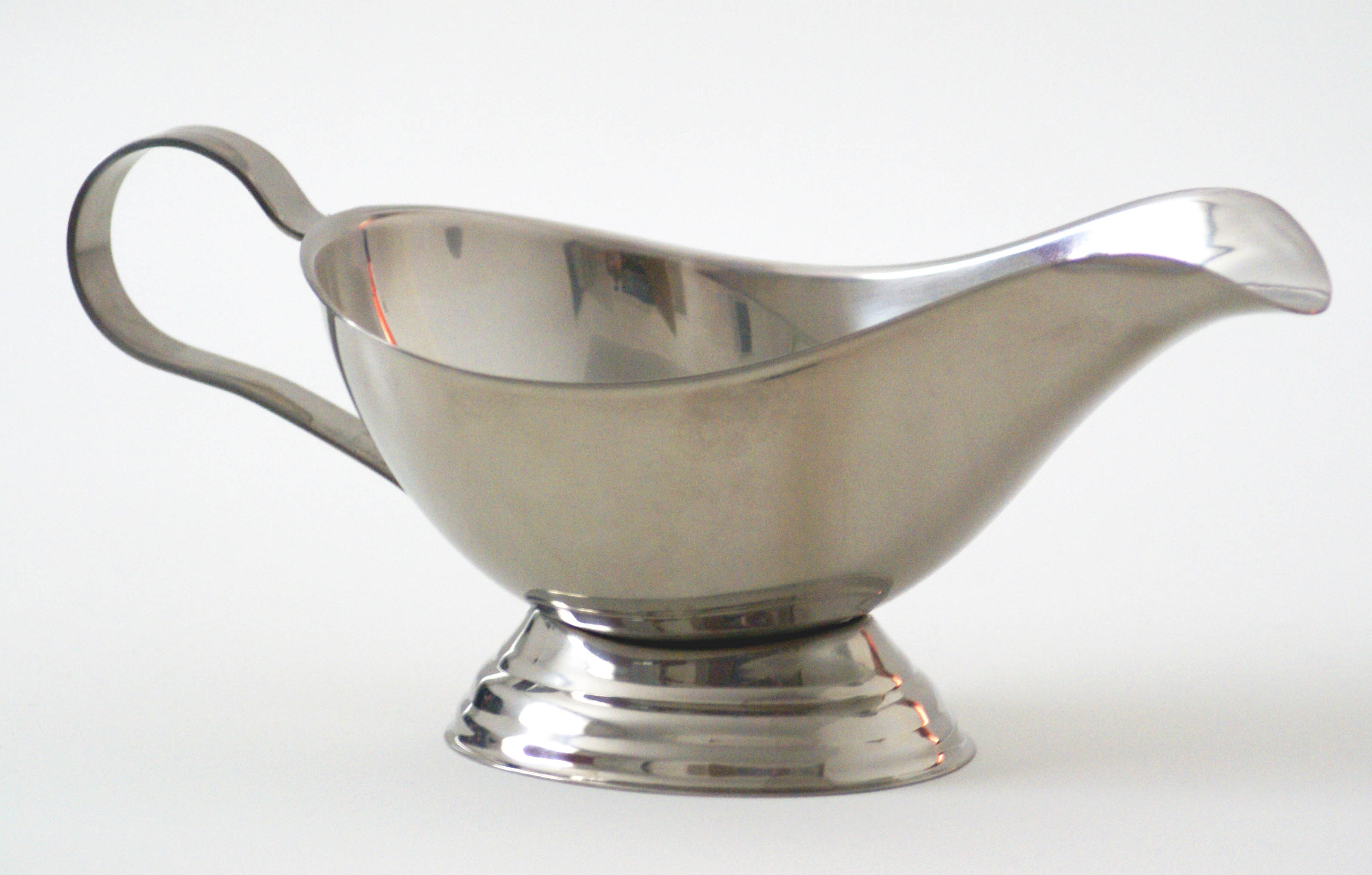
不鏽鋼製的醬料船

- 餐具
- 尺子
- 外科手術裝備
- 手錶

### 低背景鋼
由於核試的關係，所以在第二次世界大戰之後生產的鋼，會受到放射性同位素的污染。於是1945年之前生產的鋼，被稱為低背景鋼，这种钢材被用於對輻射敏感的特定用途，例如蓋革計數器及輻射屏蔽。

## 另見
| - 生铁 - 熟铁 - 铸铁 - 高碳钢 - 不鏽鋼 - 耐候鋼 - 高速鋼 | - 全球鋼鐵工業趨勢 - 民間傳說中的鐵 - 製刀材料列表 - 機製性 - 球結 | - 軋壓 - 鏽帶 - 第二次工業革命 - 電鋼 - 鋼磨砂 | - 煉鋼廠 - 玉鋼，用於日本武士刀 - 馬口鐵皮 - 烏茲鋼 |